# Ptilodactyla annulicornis
Ptilodactyla annulicornis is een keversoort uit de familie Ptilodactylidae. De wetenschappelijke naam van de soort is voor het eerst geldig gepubliceerd in 1870 door Chevrolat.
De soort komt voor op Cuba. Chevrolat baseerde zich voor zijn beschrijving op de collectie van de Cubaanse zoölogen Juan Gundlach en Felipe Poey. De kever heeft een lengte van 3,5 tot 4 mm.